# Henry Augustus Muhlenberg
Henry Augustus Muhlenberg (* 21. Juli 1823 in Reading, Pennsylvania; † 9. Januar 1854 in Washington, D.C.) war ein US-amerikanischer Politiker. In den Jahren 1853 und 1854 vertrat er den Bundesstaat Pennsylvania im US-Repräsentantenhaus.

## Leben
Henry Augustus Muhlenberg war Mitglied der in Pennsylvania einflussreichen Muhlenberg-Hiester-Familie. Sein Vater Henry Muhlenberg (1782–1844) war Kongressabgeordneter und amerikanischer Gesandter im Kaiserreich Österreich; sein Großvater Joseph Hiester (1752–1832) war Gouverneur von Pennsylvania. Muhlenberg genoss eine akademische Ausbildung und studierte danach bis 1841 am Dickinson College in Carlisle. Nach einem anschließenden Jurastudium und seiner 1844 erfolgten Zulassung als Rechtsanwalt begann er in Reading in diesem Beruf zu arbeiten. Gleichzeitig schlug er als Mitglied der Demokratischen Partei eine politische Laufbahn ein. Zwischen 1849 und 1852 saß er im Senat von Pennsylvania.
Bei den Kongresswahlen des Jahres 1852 wurde Muhlenberg im achten Wahlbezirk von Pennsylvania in das US-Repräsentantenhaus in Washington gewählt, wo er am 4. März 1853 die Nachfolge von Thaddeus Stevens antrat. Dieses Mandat konnte er bis zu seinem Tod am 9. Januar 1854 ausüben. Er erlag einer Tuberkulose-Erkrankung.